# Proceratophrys cristiceps
Espèce
Synonymes
- Ceratophrys cristiceps Müller, 1883

Statut de conservation UICN

 LC  : Préoccupation mineure
Proceratophrys cristiceps est une espèce d'amphibiens de la famille des Odontophrynidae.

## Répartition
Cette espèce est endémique du Nord-Est du Brésil. Elle se rencontre, :
- dans l'État de Bahia ;
- au Sergipe ;
- dans l'Alagoas ;
- au Pernambouc ;
- au Paraíba ;
- au Rio Grande do Norte ;
- au Ceará ;
- au Piauí.

## Publication originale
- Müller, 1883 : Katalog der typusexemplare in der amphibien sammlung des Naturhistorischen Museums zu Basel. Band, Separatabdruck aus den Verhandlungen der Naturs Cheden Gesellschaft in Basel Band LVII.